# Indianapolis Colts 1986
La stagione 1986 degli Indianapolis Colts è stata la 33ª della franchigia nella National Football League, la terza con sede a Indianapolis. I Colts conclusero con un record di 3 vittorie e 13 sconfitte, chiudendo al quinto posto dell'AFC East, mancando i playoff per il nono anno consecutivo. 
I Colts del 1986 furono gli ultimi fino ai Miami Dolphins del 2007 a perdere tutte le prime 13 gare della stagione. Il capo-allenatore Rod Dowhower fu licenziato dopo tre partite e sostituito con Ron Meyer. Sembrò che i Colts fossero sul punto di perdere tutte le partite per la prima volta dai Buccaneers del 1976 e vi furono molti critici che accusarono la squadra di volere terminare 0–16 per scegliere il miglior quarterback proveniente dal mondo dei college, Vinny Testaverde, malgrado i timori che Testaverde – come John Elway – avrebbe rifiutato di giocare per la squadra.
Tuttavia, su un record di 0–13, i Colts batterono gli Atlanta Falcons 28–23 nella settimana 14 ritornando un punt bloccato in touchdown. Poi vinsero anche le ultime due partite, finendo con tre vittorie. Furono la prima squadra a vincere tutte le partite rimanenti dopo avere iniziato la stagione senza vittorie.

## Roster
| Roster degli Indianapolis Colts nel 1986 |
| --- |
| Quarterback - 10 Jack Trudeau - 7 Gary Hogeboom - 5 Blair Kiel Running Back - 34 George Wonsley - 20 Albert Bentley - 32 Randy McMillan - 44 Owen Gill - 30 Hubie Oliver Wide Receiver - 80 Bill Brooks - 85 Matt Bouza - 87 Wayne Capers - 88 James Harbour - 86 Oliver Williams - 86 Walter Murray - 88 Robbie Martin Tight End - 81 Pat Beach - 84 Mark Boyer - 83 Tim Sherwin - 83 Greg LaFleur Offensive Linemen - 72 Karl Baldischwiler T - 53 Ray Donaldson C - 75 Chris Hinton T - 64 Ben Utt G - 66 Ron Solt G - 63 Mark Kirchner G - 74 Roger Caron T - 74 Bob Brotzki T Defensive Linemen - 99 Donnell Thompson DE - 78 Jon Hand DE - 79 Harvey Armstrong NT - 90 John Haines DE/NT - 94 Scott Kellar NT - 68 Willie Broughton NT Linebacker - 59 Orlando Lowry - 50 Duane Bickett OLB - 55 Barry Krauss - 93 Cliff Odom ILB - 98 Johnie Cooks OLB - 57 Dave Ahrens ILB - 56 Lamonte Hunley - 58 Glen Redd - 92 Jeff Leiding Defensive Back - 29 Dwight Hicks FS - 38 Eugene Daniel CB - 25 Nesby Glasgow SS - 31 Leonard Coleman CB - 21 John Holt - 45 Tommy Sims - 35 Tate Randle FS - 39 Victor Jackson - 23 Kenny Daniel - 27 Preston Davis - 47 Dextor Clinkscale - 26 Pat Ballage - 28 Mike Lush Special Team - 3 Rohn Stark P - 4 Dean Biasucci K Lista delle riserve - -- Dameon Reilly WR (IR) |
| Legenda - I rookie sono in corsivo. - Il primo ruolo è il principale mentre gli eventuali successivi indicano i ruoli secondari. - (IR) sta per Injured Reserve ed indica la lista ristretta per un solo giocatore infortunato che può tornare ad allenarsi dopo la settimana 6 e a rientrare in prima squadra dopo che questa ha giocato 8 partite. - (NF-Inj.) / (NF-Ill.) stanno rispettivamente per Non-Football Injured e Non-Football Illness ed indicano le liste dove viene inserito un giocatore che ha un infortunio o una malattia non dipendente dal football americano. - (PUP) sta per Physically Unable to Perform ed indica la lista dove viene inserito un giocatore mentre è in attesa di recuperare la condizione fisica. Nella stagione regolare dopo la sesta partita giocata dalla propria squadra, il giocatore ha tempo tre settimane per riprendere ad allenarsi, più tre settimane aggiuntive dal suo rientro agli allenamenti per rientrare in prima squadra. |

Fonte:

## Calendario
| Stagione regolare |                   |                         |           |        |                               |          |
| Turno             | Data              | Avversario              | Risultato | Record | Stadio                        | Pubblico |
| 1                 | 7 settembre 1986  | at New England Patriots | S 3–33    | 0–1    | Sullivan Stadium              | 55,208   |
| 2                 | 14 settembre 1986 | at Miami Dolphins       | S 10–30   | 0–2    | Miami Orange Bowl             | 51,848   |
| 3                 | 21 settembre 1986 | Los Angeles Rams        | S 7–24    | 0–3    | Hoosier Dome                  | 59,012   |
| 4                 | 28 settembre 1986 | New York Jets           | S 7–26    | 0–4    | Hoosier Dome                  | 56,075   |
| 5                 | 5 ottobre 1986    | at San Francisco 49ers  | S 14–35   | 0–5    | Candlestick Park              | 57,252   |
| 6                 | 12 ottobre 1986   | New Orleans Saints      | S 14–17   | 0–6    | Hoosier Dome                  | 53,512   |
| 7                 | 19 ottobre 1986   | at Buffalo Bills        | S 13–24   | 0–7    | Rich Stadium                  | 50,050   |
| 8                 | 26 ottobre 1986   | Miami Dolphins          | S 13–17   | 0–8    | Hoosier Dome                  | 58,350   |
| 9                 | 2 novembre 1986   | Cleveland Browns        | S 9–24    | 0–9    | Hoosier Dome                  | 57,962   |
| 10                | 9 novembre 1986   | New England Patriots    | S 21–30   | 0–10   | Hoosier Dome                  | 56,890   |
| 11                | 16 novembre 1986  | at New York Jets        | S 16–31   | 0–11   | The Meadowlands               | 65,149   |
| 12                | 23 novembre 1986  | at Houston Oilers       | S 17–31   | 0–12   | Astrodome                     | 31,792   |
| 13                | 30 novembre 1986  | San Diego Chargers      | S 3–17    | 0–13   | Hoosier Dome                  | 47,950   |
| 14                | 7 dicembre 1986   | at Atlanta Falcons      | V 28–23   | 1–13   | Atlanta–Fulton County Stadium | 30,397   |
| 15                | 14 dicembre 1986  | Buffalo Bills           | V 24–14   | 2–13   | Hoosier Dome                  | 52,783   |
| 16                | 21 dicembre 1986  | at Los Angeles Raiders  | V 30–24   | 3–13   | Los Angeles Memorial Coliseum | 41,349   |

## Classifiche
| AFC East                |    |    |   |      |      |      |     |     |     |
|                         | V  | S  | P | %    | CONF | DIV  | PF  | PS  | STR |
| New England Patriots(3) | 11 | 5  | 0 | .688 | 7–1  | 8–4  | 412 | 307 | V1  |
| New York Jets(4)        | 10 | 6  | 0 | .625 | 6–2  | 8–4  | 364 | 386 | S5  |
| Miami Dolphins          | 8  | 8  | 0 | .500 | 5–3  | 6–6  | 430 | 405 | S1  |
| Buffalo Bills           | 4  | 12 | 0 | .250 | 1–7  | 3–11 | 287 | 348 | S3  |
| Indianapolis Colts      | 3  | 13 | 0 | .188 | 1–7  | 2–10 | 229 | 400 | V3  |